# 89 (число)
Вижте пояснителната страница за други значения на 89.
89 (осемдесет и девет) е просто, естествено, цяло число, следващо 88 и предхождащо 90.
Осемдесет и девет с арабски цифри се записва „89“, а с римски цифри – „LXXXIX“. Числото 89 е съставено от две цифри от позиционните бройни системи – 8 (осем) и 9 (девет).

## Общи сведения
- 89 е нечетно число.
- 89 е атомният номер на елемента актиний.
- 89-ият ден от годината е 30 март.
- 89 е година от Новата ера.